# Couptrain
Couptrain ist eine französische Gemeinde mit 114 Einwohnern (Stand: 1. Januar 2022) im Département Mayenne in der Region Pays de la Loire; sie gehört zum Arrondissement Mayenne und zum Kanton Villaines-la-Juhel. 

## Geographie
Couptrain liegt etwa 35 Kilometer nordöstlich von Mayenne. Der Fluss Mayenne begrenzt die Gemeinde im Norden. Die Gemeinde gehört zum Regionalen Naturpark Normandie-Maine. Umgeben wird Couptrain von den Nachbargemeinden Neuilly-le-Vendin im Norden und Westen, Saint-Calais-du-Désert im Norden und Osten sowie Saint-Aignan-de-Couptrain im Süden.
Durch die Gemeinde führt die frühere Route nationale 176 (heutige D176), die hier mit der Route nationale 807 identisch war.

## Bevölkerungsentwicklung
| 1962                       | 1968 | 1975 | 1982 | 1990 | 1999 | 2006 | 2019 |
| -------------------------- | ---- | ---- | ---- | ---- | ---- | ---- | ---- |
| 259                        | 225  | 219  | 186  | 149  | 160  | 167  | 133  |
| Quellen: Cassini und INSEE |      |      |      |      |      |      |      |

## Sehenswürdigkeiten
- Kirche Notre-Dame-de-Bonne-Nouvelle (auch: Notre-Dame-de-l'Assomption)

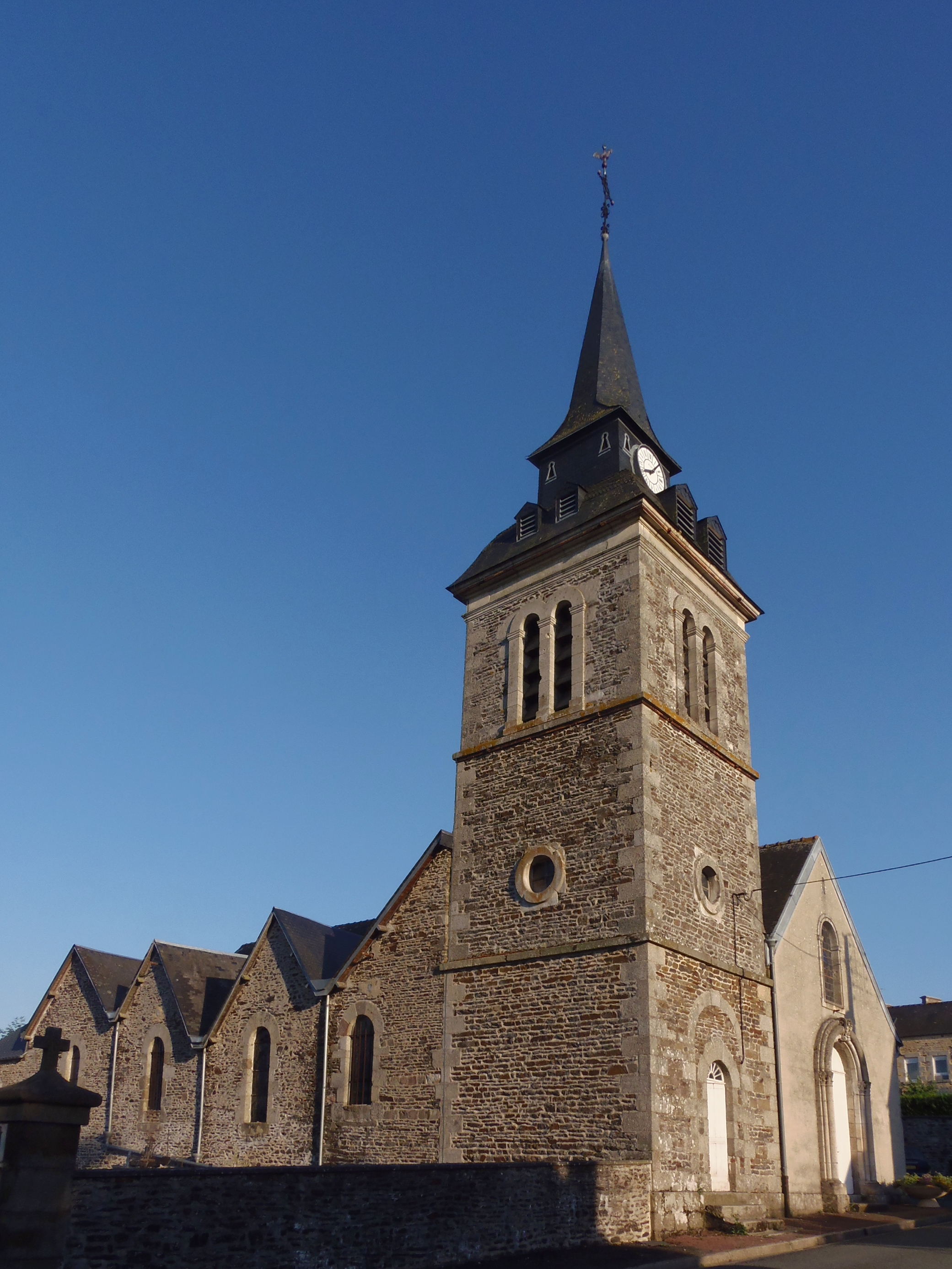
Notre-Dame-de-Bonne-Nouvelle